# Липино (Артемовський міський округ)
Ли́пино (рос. Липино) — село у складі Артемовського міського округу Свердловської області.
Населення — 104 особи (2010, 120 у 2002).
Національний склад населення станом на 2002 рік: росіяни — 97 %.